# Kathleen Wilhoite
Kathleen Alice Wilhoite (29 de junio de 1964 en Santa Bárbara, California, Estados Unidos) es una actriz y cantautora estadounidense. Wilhoite es conocida por prestarle su voz al personaje principal de la serie Pepper Ann además de sus actuaciones en ER y Las chicas Gilmore.

## Carrera
Wilhoite es una cantautora con dos álbumes publicados: Pitch Like a Girl en 1997 y Shiva en 2000 para las compañías discográficas Dave's Record y Ruby Ray respectivamente. La mayoría de sus canciones han aparecido en películas como Murphy's Law de 1986, Witchboard (Juego Diabólico) de 1986 y Dream Demon (El sueño del demonio) de 1988. En 1999 protagonizó la película Valery Flake y en el 2000 East of A, en cuanto a la televisión, ha participado en varios episodios de Buffy Cazavampiros.
A lo largo de su carrera, Wilhoite ha protagonizado varias películas como Private School de 1983, Angel Heart en 1987, Road House en 1989, etc.
En 2006 escribió y presentó una obra de monólogos titulada Stop Yellin' dirigida por Kathy Najimy. El programa consistía en monólogos autobiográficos y actuaciones musicales.